# Formica buphthalma
Formica buphthalma é uma espécie de formiga do gênero Formica, pertencente à subfamília Formicinae.